# Pogo Pedagog
Pogo Pedagog var ett av Hans Haste grundat läromedelsförlag, som producerade läromedel, främst bildband, diabilder och filmer. Dessa användes i svenska skolor under 1970- och 1980-talen och företaget var då marknadsledande på audiovisuella läromedel. Varje bildband eller film inleddes med en bild av Pogo Pedagogs logotyp, bestående av två vita P:n, rygg mot rygg mot blå bakgrund. När det var dags att byta bild hördes ett pip på ljudbandet. Varumärket Pogo Pedagog tillhör Kalenderförlaget i Solna.